# Андреас (принц Саксен-Кобург-Готський)
Андреас Міхаель Армін Зіґфрід Губертус Фрідріх-Ганс, принц Саксен-Кобург-Готський, герцог Саксонії (нім. Andreas Michael Armin Siegfried Hubertus Friedrich-Hans Prinz von Sachsen-Coburg und Gotha, Herzog zu Sachsen; 21 березня 1943, Казель-Гольциг — 3 квітня 2025) — глава герцогського дому Саксен-Кобург-Гота (з 23 січня 1998 року).

## Біографія
Єдиний син принца Фрідріха Йозіаса Саксен-Кобург-Готського (1918—1998), голови дому Саксен-Кобург-Гота (1954—1998), і його першої дружини, Вікторії Луїзи Сольмс-Барутської (1921—2003). Онук Карла Едуарда (1884—1954), останнього правлячого герцога Саксен-Кобург-Готського (1900—1918). Батьки Андреаса розлучилися в 1946 році. У 1949 році він переїхав в Новий Орлеан, де провів своє дитинство з матір'ю і її другим чоловіком Річардом Віттеном.
6 березня 1954 року після смерті свого діда Карла Едуарда, принц Андреас став спадкоємцем герцогського дому Саксен-Кобург-Гота, який очолив його батько Фрідріх Йосзіас. З 16 років він здійснював регулярні поїздки в Німеччину в рамках підготовки до майбутньої ролі в якості глави герцогського дому. У 1965 році принц Андреас перебрався до Німеччини. З 1966 по 1968 рік він проходив військову службу в бундесвері в Ойтіне, після чого навчався на лісопромисловця в Гамбурзі (1969—1971).
У 1996—2002 роках принц Андреас Саксен-Кобург-Гота був членом міської ради Кобурга від партії ХСС. У 1997 році він був одним з патронів Баварської земельної виставки під назвою «Ein Herzogtum und viele Kronen — Coburg in Bayern und Europa».
23 січня 1998 рок, після смерті батька, Андреас став главою герцогського дому Саксен-Кобург-Гота і титулярним великим герцогом Саксен-Кобург-Готським. У 2006 році принц Андреас створив Орден дому Саксен-Кобург-Гота, який заснований на Ордені дому Саксен-Ернестіне.
Принц Андреас — власник замку Калленберг в Кобурзі і замку Грайнбург в Грайні (Австрія). Він керує сімейною власністю (маєтками, фермами, лісами і нерухомістю).

## Родина
31 липня 1971 року в Гамбурзі принц одружився з Кариною фон Дабельштайн (16 липня 1946, Гамбург), дочкою фабриканта Адольфа Вільгельма Мартіна фон Дабельштайна і Ірми Марії Маргарети Калльсен. Їх шлюб вважався нерівним, але був визнаний законним його батьком Фрідріхом Йозіасом. У подружжя було троє дітей, які успадкували герцогські титули та стилі:
- Принцеса Стефанія Сибілла Саксен-Кобург-Готська (31 січня 1972, Гамбург).
- Губертус Міхаель, наслідний принц Саксен-Кобург-Готський (16 вересня 1975, Гамбург), спадкоємець батька
- Принц Олександр Філіп Саксен-Кобург-Готський (4 травня 1977, Кобург).

Принц Андреас є двоюрідним братом короля Швеції Карла XVI Густава. Також він хрещений батько принцеси Мадлен, другої дочки Карла XVI Густава.

## Нагороди
- Кавалер Великого хреста ордена дому Саксен-Кобург-Гота
- Почесний громадянин міста Гота
- Медаль «У пам'ять 70-річчя короля Карла XVI Густава» (30 квітня 2016)